# Península Olímpica

Imagen satelital de la península Olímpica

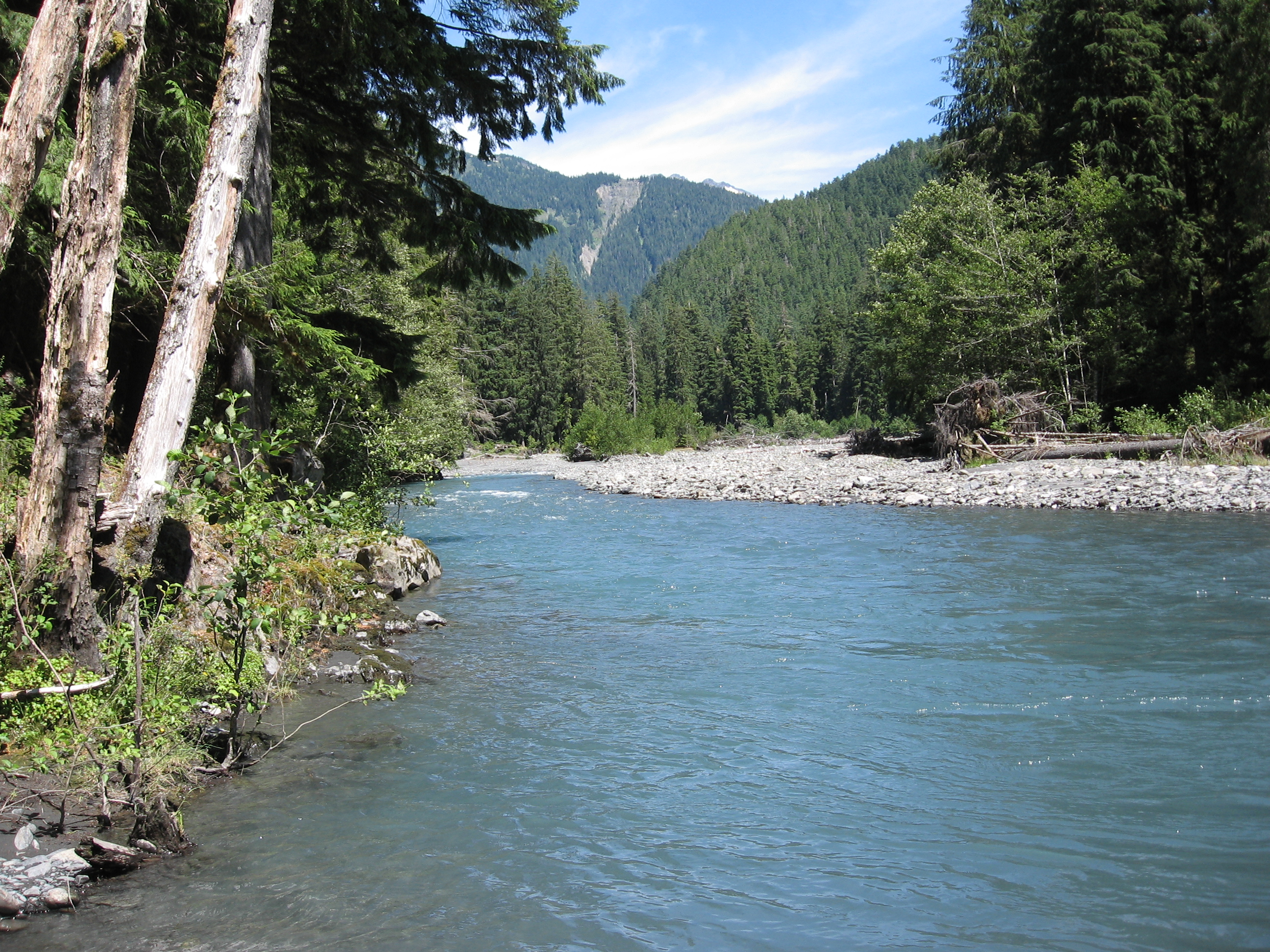
El río Queets

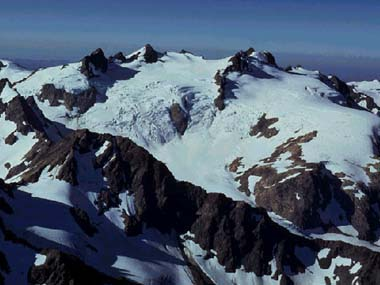
El monte Olympus

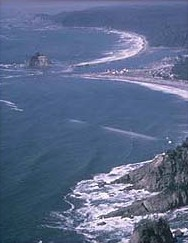
Vista del tramo de costa del Santuario Marino Nacional Costa Olympic

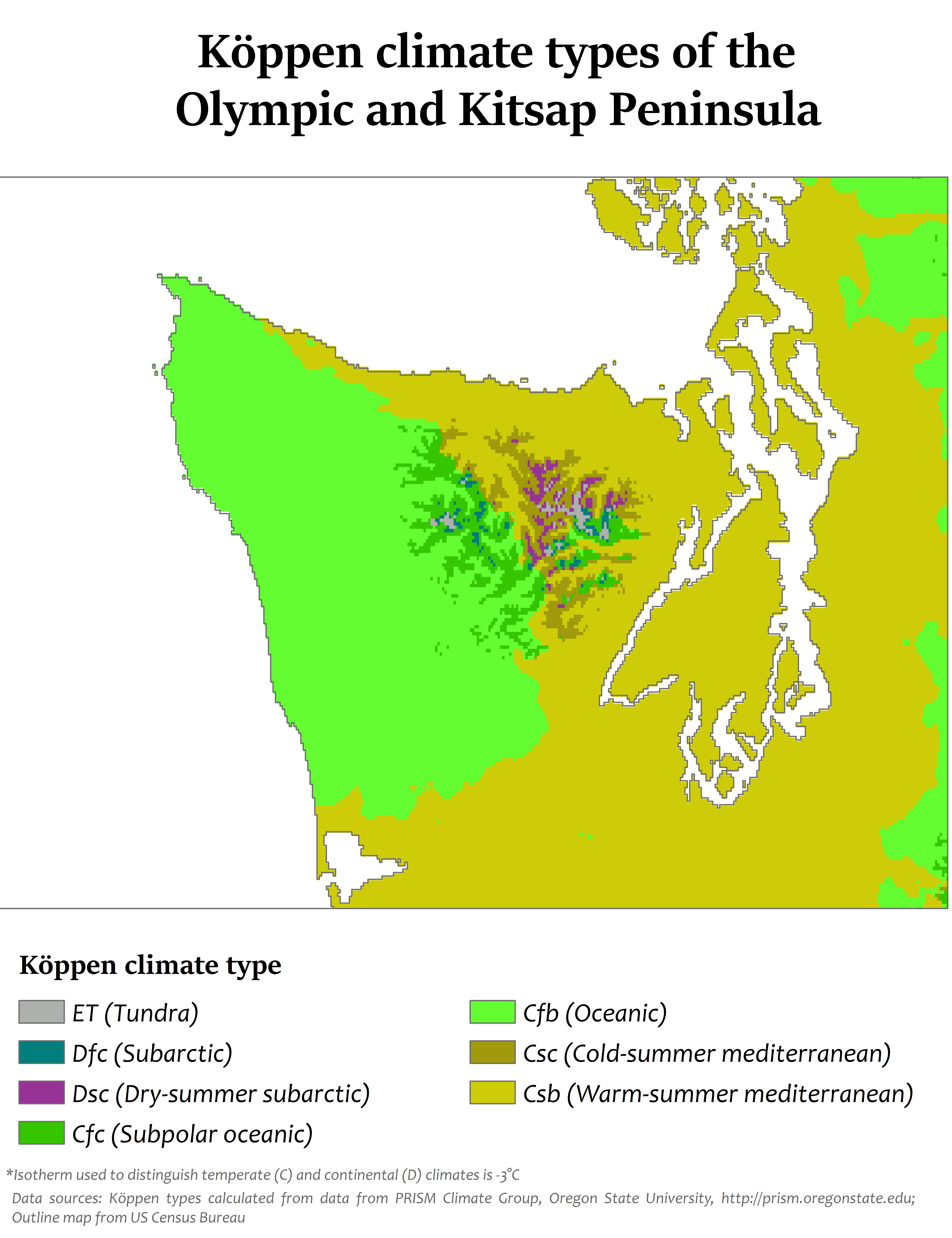
Clasificación climática de Köppen de la península Olímpica

La península Olímpica (en inglés: Olympic Peninsula) es un gran entrante de tierra de la costa oeste de Norteamérica que se adentra en aguas del océano Pacífico, un accidente localizado en el oeste del estado de Washington, en Estados Unidos. Está limitado al oeste por el propio océano Pacífico, al norte por el estrecho de Juan de Fuca y al este por el Puget Sound. En ella se encuentran el cabo Flattery, su punto más noroccidental, y el cabo Alava, el punto más occidental de los Estados Unidos continentales. En esta península estaban muchos de los últimos lugares inexplorados estadounidenses localizados por debajo de los 48ºN, y permaneció casi sin cartografiar hasta 1965, en que se realizó su exploración y cartografiado por el Servicio Geológico de Estados Unidos.

## Geografía
La península Olímpica es una península de forma sensiblemente rectangular, localizada en el extremo noroccidental del Estado de Washington, en EE. UU. Tiene una longitud, en dirección N-S, de entre 120 y 170 km y, en dirección E-W, de unos 150 km. La península tiene por límites:
- al oeste, el océano Pacífico. Esta costa es bastante recta y comienza en el Grays Harbor y finaliza en el cabo Flattery;
- al norte, las agua del estrecho de Juan de Fuca, una costa también bastante recta en la que destacan las bahías de Neah, Clallam, Freshwater, Sequium y Discovery. En este tramo está la pequeña ciudad de Port Angeles (3.053 hab. en 2000), la segunda ciudad más grande de la península, designada una vez como «The United States Auxiliary Capitol»;
- al este, las aguas del Puget Sound. Es un tramo de costa muy irreguar, con multitud de entrantes —como el canal Hood (más de 100 km), el Dyes Inlet, el pasaje Calvos y los inlets Case, Totten, Eld y Budd— y largas penínsulas —como la península Kitsap, delimitada por el canal Hood y el Puget Sound— e islas costeras —como Indian, Bainbridge, Vashon, Fox, McNeil y Anderson—. Este tramo costero de la península está frente a las ciudades de Seattle y Tacoma, al otro lado del Puget Sound.
- al sur, el propio continente, al que está unido por un istmo de unos 60 km de longitud que va desde Grays Harbor, al oeste, hasta el Eld Inlet, al este. En este istmo se encuentra la ciudad de Olympia, la capital estatal.

La cordillera Olímpica, la segunda más grande del estado de Washington, se encuentra en el centro de la península y su pico más alto es el monte Olympus (2.432 m). Los principales ríos que discurren por la península, todos ellos salmoneros, son los siguientes (yendo en sentido horario desde el suroeste): Humptulips (64 km), Quinault (111 km), Queets (85 km), Quillayute (6,4 km), Bogachiel (80 km), Sol Duc (126 km), Lyre (9,6 km), Elwha (72 km), Dungeness (45 km), Dosewallips, Hamma Hamma, Skokomish (69 km) y Wynoochee (97 km). Hay muchos lagos naturales, como el Kitsap, Crescent (21 km²), Ozette (29,54 km²), Sutherland, Quinault (11,4 km²) y Pleasant. Cuatro ríos están represados formando importantes embalses: los lagos Aldwell, Mills, Cushman (16,2 km²) y Wynoochee.
La península Olímpica es hogar de bosques templados húmedos, incluidos los de Hoh, Queets y Quinault. La vegetación boscosa se concentra principalmente en la parte occidental de la península, ya que las montañas del interior crean un efecto de sombra de lluvia en las zonas al este, dando lugar a un clima mucho más seco en esos lugares.
La península tiene muchas áreas naturales protegidas, como el parque nacional Olympic, el bosque nacional Olympic o los parques estatales de Anderson Lake, Bogachiel, Dosewallips, Fort Flagler, Fort Worden, Kitsap Memorial, Lake Cushman, Manchester, Mystery Bay, Old Fort Townsend, Potlatch, Sequim Bay, Shine Tidelands y Triton Cove.
En el bosque nacional Olympic hay además designadas cinco áreas salvajes (wilderness areas): The Brothers, Buckhorn, Colonel Bob, Mt. Skokomish y |Wonder Mountain. Frente a la costa oeste se encuentra también la Washington Islands Wilderness.
Administrativamente, tres condados de Washington están íntegramente en la península —Clallam, Kitsap y Jefferson—, también la parte norte de dos más —Grays Harbor y Mason y una pequeña parte del Pierce.
Desde Olympia, la capital del estado, la ruta 101 discurre a lo largo del borde sur de la península Olímpica y llega hasta las costas occidental y septentrional.

## Políticos
Está representado en la Cámara de Representantes de los EE. UU. por Norman D. Dicks.

## Ciudades y localidades
- Amanda Park
- Belfair
- Bremerton
- Brinnon
- Chimacum
- Clallam Bay
- Discovery Bay
- Eldon
- Forks
- Hoodsport
- Hoquiam
- Humptulips
- Kalaloch
- La Push
- Lilliwaup
- Moclips
- Neah Bay
- Ocean City
- Ocean Shores
- Ozette
- Pacific Beach
- Port Angeles
- Port Hadlock
- Port Ludlow
- Port Orchard
- Port Townsend
- Potlatch
- Poulsbo
- Quilcene
- Quinault
- Sequim
- Sekiu
- Silverdale
- Shelton
- Union